# Квинси Милер
Квинси Милер (енгл. Quincy Cortez Miller; Чикаго, Илиноис, 18. новембар 1992) је амерички кошаркаш. Игра на позицијама крила и крилног центра.

## Каријера
Са 13 година ујак га је одвео са улица Чикага у Северну Каролину где је почео да игра за средњошколску екипу у Фермонту. Из сезоне у сезону је поправљао свој учинак и наглим растом скренуо пажњу на себе. Предводио је свој тим до локалних титула.
Након тога било је пуно инетересаната међу колеџ екипама, али се он 2010. године одлучио за Универзитет Бејлор. За овај универзитет почиње да игра у сезони 2011/12. Већ на прве три утакмице Квинси је постизао 17, 17 и 20 поена. До краја децембра 2011. године предводио је свој тим до 13 победа без пораза што је био најбољи старт у историји овог универзитета. Због добрих игара био је изабран у многим категоријама за новајлију године у колеџ кошарци. Након једне сезоне на колеџу одлучује да изађе на НБА драфт.

### НБА
На НБА драфту 2012. године је био изабран као 38. пик у другој рунди драфта од стране Денвер нагетса. Међутим у првој сезони је у НБА лиги одиграо свега 7 утакмица и постигао само 9 поена. Остатак сезоне је провео у развојној лиги у којој је имао значајан учинак са просеком од 11,3 поена и 6,8 скокова по утакмици. Ипак у следећој сезони 2013/14. је имао знатно више простора и у 52 одигране утакмице 16 пута био и стартер. Нови тренер Нагетса, Брајан Шо је у њему видео велики потенцијал и давао му знатно више прилике. Чак га је и поредио са великом звездом НБА лиге Полом Џорџом. Први пут је био стартер у победи свог тима против Оклахоме, када је постигао 9 поена у директном дуелу са Кевином Дурантом који је постигао 30 поена, али ипак изгубио. Просечно је постизао 4,9 поена и имао 2,8 скокова и 0,5 асистенција по утакмици. Милер је 6. априла 2014. године постигао рекордних 19 поена у победи Нагетса над екипом Хјустона. Ипак 27. октобра 2014. године напушта екипу Денвера.
Након тога поново игра развојну лигу да би почетком 2015. године потписао краткорочни уговор са Сакраментом. Одиграо је 6 утакмица и постигао укупно 17 поена. Крајем фебруара 2015. опет потписује краткорочан уговор, овога пута са Детроитом. У Детроту је одиграо 4 утакмице и просечно постизао 3 поена.

### Црвена звезда
Црвена звезда је увелико тражила појачање због повреде неких играча али је повреда Луке Митровића убрзала потрагу за крилним центром, те је имала императив довођења играча који би попунили ову позицију. Квинси са друге стране није добио уговор од Бруклина за који је наступао у летњој лиги па је 20. октобра 2015. године потписао уговор са Црвеном звездом до краја сезоне. Већ после прве утакмице видело се да ће његови наступи у Звезди бити значајни. Иако је номинално и према својим карактеристикама крилни играч, у Звезди је што због своје висине што због повреде првог крилног центра Луке Митровића играо пре свега на овој позицији. Истакао наступима у Евролиги где је својим шутем за три поена али и закуцавањима скренуо пажњу на себе. Његовим доласком Звезда постаје конкурентна и успева да се домогне ТОП 16 фазе. И до краја Евролиге је бележио одличне партије које су помогле Црвеној звезди да се пласира и у доигравање Евролиге. Просечно је постизао 14,1 поена уз 5,7 скокова, што је било довољно да буде изабран у другу петорку читавог такмичења.
И у Јадранској лиги имао је запажене учинке бележећи просечно 12 поена уз 5,8 скокова. Имао је доста значајних утакмица када је постизао веома битне поене. Свакако најзначајније је постигао у продужетку полуфиналне утакмице против Цедевите, у победи која је била веома битна за клуб по питању поновног пласмана у Евролигу, али и касније освајања АБА лиге. До краја сезоне, поред титуле у АБА лиги, са Звездом је освојио и титулу првака Србије.

### Каснија каријера
Милер је 13. јуна 2016, заједно са саиграчем из Звезде Мајком Цирбесом, потписао двогодишњи уговор са Макабијем из Тел Авива. Наредног месеца је доживео тежу повреду док је необавезно играо кошарку у Америци. Дебитовао је за Макаби тек 29. децембра 2016. на евролигашкој утакмици против Басконије. За Макаби је током сезоне 2016/17. одиграо само четири утакмице у Евролиги и још 11 у првенству Израела. Након једне сезоне је раскинуо уговор са Макабијем.
У јулу 2017. је након пробе потписао двогодишњи уговор са Брозе Бамбергом. Милер се у Бамбергу задржао само до 20. новембра 2017. када је споразумно раскинуо уговор са клубом. За немачки клуб је наступио на само једној утакмици. У марту 2018. се прикључује екипи Пиратас де Кебрадиљас из Порторика.
У августу 2018. је потписао уговор са Хувентудом. Ипак шпански клуб је напустио пре него што је стигао да дебитује. Крајем септембра 2018. Хувентуд је саопштио да се разишао са Милером јер овај није физички спреман за највеће напоре. Након што није играо целу сезону 2018/19, Милер је почетком августа 2019. потписао уговор са загребачком Цибоном. Ипак већ истог месеца уговор је раскинут, након што играч није прошао лекарске прегледе.
Током 2020. године је играо на Тајвану. У децембру 2020. је потписао за португалску Бенфику.

### Репрезентација
Био је члан јуниорске репрезентације САД која је на Америчком првенству 2010. године освојила златну медаљу.

## Успеси

### Клупски
- Црвена звезда:
  - Првенство Србије (1): 2015/16.
  - Јадранска лига (1): 2015/16.
- Макаби Тел Авив:
  - Куп Израела (1): 2017.

### Појединачни
- Идеални тим Евролиге - друга постава (1): 2015/16.

## НБА статистика

#### Просечно по утакмици
| Сезона   | Екипа      | ОУ | СУ | МПУ  | ПШ%  | 3П%   | СБ%  | СПУ | АПУ | УПУ | БПУ | ППУ |
| -------- | ---------- | -- | -- | ---- | ---- | ----- | ---- | --- | --- | --- | --- | --- |
| 2012/13. | Денвер     | 40 | 0  | 12.3 | .333 | 1.000 | .571 | 2.3 | .4  | 1.1 | .0  | 3.6 |
| 2013/14. | Денвер     | 52 | 16 | 15.2 | .367 | .319  | .709 | 2.8 | .5  | .4  | .6  | 4.9 |
| 2014/15. | Сакраменто | 6  | 0  | 10.2 | .222 | .143  | .727 | 2.0 | .5  | 1.0 | .5  | 2.8 |
| 2014/15. | Детроит    | 4  | 0  | 14.5 | .250 | .182  | .000 | 2.0 | 1.3 | .3  | .5  | 3.0 |
| Каријера |            | 69 | 16 | 13.5 | .350 | .292  | .706 | 2.4 | .5  | .4  | .5  | 4.3 |

## Остало
Квинси има још 8 сестара и 5 браће. Квинсијева старија сестра је погинула у саобраћајној несрећи 2005. године када је имала само 17 година. У вези је са америчком манекенком Ајлијом Пети.